# New Lexington
New Lexington è una località degli Stati Uniti d'America, capoluogo della contea di Perry, nello Stato dell'Ohio.